# Asumah Abubakar
Asumah Abubakar-Ankra (* 10. Mai 1997 in Kumasi) ist ein portugiesisch-ghanaischer Fußballspieler.

## Karriere

### Verein
Abubakar begann seine Laufbahn in der Jugend des Cornerstone FC in Ghana, bevor er zu Willem II Tilburg in die Niederlande wechselte. Im März 2016 wurde er in den Kader der zweiten Mannschaft befördert, für die er in den folgenden zwei Jahren insgesamt 17 Partien in der zweiten niederländischen Reserveliga bestritt. Am 2. April 2016, dem 29. Spieltag der Saison 2015/16, gab er beim 2:3 gegen den FC Twente Enschede sein Debüt für die erste Mannschaft in der erstklassigen Eredivisie, als er in der 84. Minute für Guus Joppen eingewechselt wurde. Dies blieb sein einziger Profieinsatz in dieser Spielzeit. In der folgenden Saison 2016/17 kam er 15-mal in der höchsten niederländischen Spielklasse zum Einsatz. Nachdem er 2017/18 verletzungsbedingt nicht in der ersten Mannschaft zum Einsatz gekommen war, wechselte er im Sommer 2018 zum Zweitligisten MVV Maastricht. Bis Saisonende absolvierte er 27 Spiele in der Eerste Divisie, wobei er meist eingewechselt wurde. 
Im Sommer 2019 schloss er sich dem Schweizer Zweitligisten SC Kriens an. Er avancierte zum Stammspieler und kam in seiner Premierensaison in der Innerschweiz in sämtlichen 36 Spielen in der Challenge League zum Einsatz und erzielte dabei 15 Tore. Abubakar wurde schlussendlich drittbester Torschütze in dieser Saison der zweithöchsten Schweizer Liga. 2020/21 spielte er elfmal für Kriens in der Challenge League, wobei er sieben Tore schoss. Im Januar 2021 unterschrieb der Stürmer einen Vertrag beim Erstligisten FC Lugano. Bei den Tessinern etablierte er sich ebenfalls und bestritt bis Saisonende 20 Partien in der Super League, in denen er zwei Tore schoss. Mitte Januar 2022 wechselte er ligaintern zum FC Luzern. Für Luzern absolvierte er in den folgenden zwei Jahren 62 Pflichtspiele und erzielte dabei 10 Tore. Ende Januar 2024 wechselte er zum Grasshopper Club Zürich.

### Nationalmannschaft
Abubakar kam im Juli 2016 zu zwei Spielen für die portugiesische U-19-Auswahl während der U-19-Europameisterschaft und traf dabei einmal.